# なにわ人情コメディ 横丁へよ〜こちょ!
『なにわ人情コメディ 横丁へよ〜こちょ!』（なにわにんじょうコメディ よこちょうへよーこちょ）は、朝日放送（ABCテレビ）ほかで放送されていたコメディ番組である。通称「横丁へよ〜こちょ!」。製作局の朝日放送では2004年10月3日から2008年3月30日まで、毎週日曜 12:00 - 12:55に『日曜笑劇場』で放送。

## 概要
大阪市内にあるという架空の商店街「はなつき横丁」（法善寺横丁がモデル）を舞台に、出演者たちがドタバタ喜劇を繰り広げていた番組。出演者たちによるストーリーを差し置いての持ちギャグ披露を重視していたのが特徴で（ギャグに時間の大半を費やしていた）、ゲストのセリフも非常に多かった。番組本編の放送中、画面左下にタイトルロゴを半透明表示していた。
この番組の公開収録は、原則として毎週木曜日に2回目公演終了後のなんばグランド花月で行われていた。石田靖がメインを務めていた前々番組『1、2、駐在さんダァ〜!!』あたりまではなんばグランド花月昼間の通常公演の一部に取り込まれていたが、現行メンバーになってからは朝日放送に公開収録参加の応募ハガキを送り、それによって招待された者しか観劇できなくなった。ただし、2007年5月20日放送の第123話のみ通常公演の一部に取り込まれた。
朝日放送は毎年8月に夏の高校野球全試合完全中継を行っており、その間は番組の放送を休止していた。そのため、ネット局はその間、過去に放送された作品を再放送するなどして対応していた。2007年7月29日に大阪大会中継のために休止になった際、朝日放送は直後の時間帯に放送の『新婚さんいらっしゃい!』と『パネルクイズ アタック25』を55分繰り上げて放送していた。ネット局も、地方大会や地元応援実況などで番組の放送を休止にする場合があった。
2007年2月22日から同年3月17日まではなんばグランド花月でハイビジョン化工事が行われていたため、そのまま放送された。なんばグランド花月のハイビジョン化工事の完了により、2007年3月18日放送分からは朝日放送および名古屋テレビ（メ〜テレ）の地上デジタル放送ではHD（画面サイズが16:9）で放送されるようになった。他の系列局でも、順次地上デジタル放送開始と同時にHD放送される予定（2007年8月現在、瀬戸内海放送では朝日放送との伝送回線がHD非対応のため、地上デジタル放送でも4:3のSD放送）。2007年10月7日放送分からはハイビジョン制作が行われていた。
番組は2008年春の改編を機に『あったか人情コメディ 湯けむりパラダイス!』へとリニューアルし、3年6か月間の放送に幕を閉じた。本番組の最終レギュラーメンバーは、フットボールアワーの2人を除いて同番組にも続投出演した。

## 出演者

### レギュラー
- 陣内智則 - 小料理屋「じんない」の板前。巨人の息子。
- 後藤輝基（フットボールアワー） - たこ焼き屋の店主。最終回で花子とカップルになった。
- 岩尾望（フットボールアワー） - ぜんざい屋の店主。
- 川島明（麒麟） - たこ焼き屋のアルバイト。元暴走族。2006年10月1日放送分から出演。
- 田村裕（麒麟） - 小料理屋「じんない」の板前見習い。元暴走族。2006年10月1日放送分から出演。
- 山田花子 - 横丁の占い師。最終回で後藤とカップルになる。
- 未知やすえ - 岩尾の姉。弟のぜんざい屋を手伝っている。最終回で巨人と婚約する。
- オール巨人（オール阪神・巨人） - 小料理屋「じんない」の大将で陣内の父。最終回でやすえと婚約する。
- 池乃めだか - キャバレー「ミスなにわ」の副支配人。最終回では支配人に出世した。
- Mr.オクレ - 花子の水晶玉から呼び出される水晶の精。最初はまともな占いをしなかったが、徐々に出演者に様々なアドバイスを与えるようになった。
- 浜田翔子 - 通りすがりの女子高生。2008年2月10日放送分から出演。

### 準レギュラー
キャラクターを持っている芸人や吉本新喜劇に出演している芸人は登場回数が多かった。
- 坂田利夫（コメディNo.1） - 演じる役柄はストーリーごとに変わっていたが、登場時には必ず「アホの坂田のテーマ」が流れ、「アホ」と言われると喜ぶキャラクターを演じていた。捜査官などが捜査のために変装していたという設定が多かった。
- 大木こだま・ひびき - 固定の役は無く、主にこだまが横丁メンバーに相談を持ちかけるなどの狂言回しとして登場し、それに関わるキャラクターとしてひびきが登場していた。
- 中川家 - 固定の役は無かったが、劇中必ず物真似を披露する場が設けられていた。
- サバンナ - 固定の役は無かったが、高橋茂雄には犬井ヒロシとして登場する場が、八木真澄には一発ギャグを披露する場がその時々の役柄に関係なく毎回設けられていた。
- チュートリアル - 徳井義実は謎の外国人、ヨギータ・ラガシャマナン・ジャワディカーとして出演し、登場時には必ず後藤と2人きりになっていた。福田充徳が演じる役柄はストーリーごとに変わっていた（宝石強盗犯、マネージメント会社社長、ヤクザ、チンピラなど）。
- なだぎ武（ザ・プラン9） - 謎の外国人ディラン・マッケイや藤岡弘、など、必ず物真似のキャラクターで登場。ディランの時には陣内と、藤岡の時には後藤と2人きりになっていた。
- 浅香あき恵 - ハナ毛三姉妹など、演じる役柄はストーリーごとに変わっていた。登場時には横丁の住人に「妖怪鼻油ワッサワッサ」と間違えられていた。
- 島木譲二 - 演じる役柄はストーリーごとに変わっていた。登場時には横丁の住人に「たこ焼きのお化け」（巨大たこ焼き）と間違えられていた。
- おかけんた（おかけんた・ゆうた） - 演じる役柄はストーリーごとに変わっていたが、「ええ声」とドナルドダックの物真似は毎回行っていた。一時期、後藤と間違えられたり入れ替わったりするネタも定例だった。
- 中條健一 - ほぼ毎回ヤクザ役で出演。全身緑のスーツ姿をアスパラガスといじられていた。

### 途中降板したレギュラー
- 西野亮廣（キングコング） - 花子の夫。初回から2006年3月26日放送分まで出演。降板以降は離婚、もしくは無かったことにされた。
- 梶原雄太（キングコング） - 小料理屋「じんない」の新人板前。初回から2006年3月26日放送分まで出演。
- 大村朋宏（トータルテンボス） - 東京から来た元チーマー。後に花子の弟子となる。2006年4月2日から同年9月24日放送分まで出演。
- 藤田憲右（トータルテンボス） - 同上。

### 途中降板した準レギュラー
- 竹中絵里 - かつて吉本興業に所属していた女優。東宝芸能へ移籍してからは出演頻度が下がり、芸名を幸田恵里へ改めてからは出演しなくなった。歌手の竹仲絵里とは同姓同名の別人であり、無関係。
- 奥野乃花 - 近所の女の子・もうええやろガール役で出演していた子役。キングコングが降板してからは出演頻度が下がった。

### その他の花月横丁メンバー
いずれも黒子の名前である。
- みっさん（金物屋）
- さっちゃん（バーミヤン）
- とっさん（絨毯屋）

### ゲスト
この番組は毎回ゲストを招いていた。新喜劇のメンバーも頻繁にゲスト出演していた。
- 秋田久美子
- 浅香あき恵
- アジアン
- 五十嵐サキ
- 出雲阿国
- 板尾創路（130R）
- 井上竜夫
- 今田耕司
- インパルス
- 宇都宮まき
- 海原さおり（海原さおり・しおり）
- 海原やすよ・ともこ
- 大木こだま（大木こだま・ひびき）
- オリエンタルラジオ
- オール阪神（オール阪神・巨人）
- 勝山梶（アイスクリーム）
- かつみ♥さゆり
- 桂きん枝
- 川畑泰史
- ガレッジセール
- 小籔千豊
- 島田一の介
- 島田珠代
- ジャンクション

- シルク（非常階段）
- 仙堂花歩
- だいたひかる
- タカアンドトシ
- たかおみゆき
- 高橋靖子
- 千原兄弟
- ぢゃいこ
- 月亭八方
- 出口結美子
- トミーズ健
- 友近
- 中川家
- なかやまきんに君[A 1]
- 中山美保
- 南海キャンディーズ
- 西川かの子
- 西川きよし
- ネゴシックス[A 2]
- 博多華丸（博多華丸・大吉）
- 間寛平
- ハリセンボン
- ビッキーズ
- 藤井隆

- 藤崎マーケット
- FUJIWARA
- ブラックマヨネーズ
- ペナルティ
- ほんこん（130R）
- ぼんちおさむ
- まちゃまちゃ
- ミサイルマン[A 3]
- 南出一葉（オール巨人の娘）
- 宮川大助・花子[A 4]
- 宮迫博之（雨上がり決死隊）
- 村上ショージ
- メッセンジャー黒田（メッセンジャー）
- 森三中
- 山口智充（DonDokoDon）
- 山崎邦正
- 山本圭一（極楽とんぼ）
- 山本奈臣実
- レイザーラモンRG
- レイザーラモンHG
- レギュラー
- ロバート
- 若井みどり（若井小づえ・みどり）
- ほか

1. ↑  キャプテン☆ボンバーとして出演。
2. ↑  山田花子の弟弟子役で出演。
3. ↑  この番組の前説も担当していた。
4. ↑  宮川花子は山田花子の師匠役で、宮川大助は師匠の水晶の精役で出演。

このほかに、吉本興業以外の芸能事務所に所属するタレントや俳優、阪神タイガースの選手などが出演することもあった。
- 赤井英和
- 阿藤快
- 安倍麻美
- アンガールズ
- 大沢あかね
- ギャル曽根
- 香田晋
- ゴジラ[B 1]
- 国生さゆり
- 小向美奈子
- 佐藤弘道
- 柴田理恵
- 城咲仁
- 杉浦太陽
- スピードワゴン
- 関本賢太郎
- 張壮（チャン・チュワン）
- 温水洋一
- 猫ひろし
- 根本はるみ
- 野村恵里

- 波田陽区
- 原口あきまさ
- パンツェッタ・ジローラモ
- 彦摩呂
- 笛木優子[B 2]
- 藤原通
- マイケル
- 前田耕陽
- マギー審司
- 真島茂樹
- 松村邦洋
- 松崎しげる
- 三津谷葉子
- 南野陽子
- モト冬樹
- 八代亜紀
- 山上兄弟
- 山咲トオル
- ユンソナ
- Lead
- ほか

1. ↑  映画の宣伝のために出演。
2. ↑  2008年1月3日放送の正月スペシャルに出演。

## 舞台セット
- はなつき神社への石畳階段（舞台左端） - 花子の占い屋はこの付近にあった。
- ぜんざい屋（舞台左） - 初期には、梶原がぜんざい屋の屋根に上るというアクロバティックなギャグもあった。
- たこやき屋（舞台右）
- 料亭「じんない」（舞台右端）
- ベンチ（中央） - 赤いシーツが敷かれていた。花子が水晶の精を呼ぶ際には、ここに水晶玉を置いていた。

## DVD
2006年3月29日に、本番組を収録したDVD『吉本新喜劇 ギャグ100連発“横丁へよ〜こちょ!”編』が発売された。発売元はR and C （レーベル：YOSHIMOTO WORKS）。

## スタッフ
- 作：大工冨明
- タイトルCG：原田専門家
- オープニングタイトルバック：三好和也（ちゅるんカンパニー）
- ロゴデザイン：シュプール
- SW （スイッチャー）：東野久記（東通）
- CAM （カメラマン）：長谷川均（東通）
- MIX （ミキサー）：嶽下学（東通）
- LD （ライティングディレクター）：辻本満（吉本興業）、吉田康志（アーチェリープロ）
- VE （ビデオエンジニア）：大森喜章（トラッシュ）
- VTR：坂本剛（東通）
- ビデオ編集：宮本憲一（アンカー）
- 音効：久保秀夫（戯音工房）
- 美術：竹内志朗（シュプール）
- 大道具：山田勝（つむら工芸）
- 小道具：ハヤミチャン（すくらんぶる）
- 衣裳：大槻忠之（大槻衣裳）
- メイク：MORE
- 靴：浪原正人（浪原靴店）
- 番組宣伝：岡崎由記（ABC）
- 番組デスク：田村圭（ABC）
- AD （アシスタントディレクター）：越智勝也・三浦博文（アイ・ティ・エス）
- FD （フロアディレクター）：白川圭介（アイ・ティ・エス）
- AP （アシスタントプロデューサー）：村田洋弥・中村俊貴（よしもとクリエイティブ・エージェンシー）
- 演出：鈴木洋平（ABC）
- プロデューサー：岩城正良（ABC）、井上淳（よしもとクリエイティブ・エージェンシー）
- 制作協力：吉本興業
- 製作著作：ABC

## 放送局
| 放送対象地域   | 放送局                   | 系列           | 放送時間 | 備考                                             |
| -------------- | ------------------------ | -------------- | --- | ------------------------------------------------ |
| 近畿広域圏     | 朝日放送 (ABC)           | テレビ朝日系列 | 日曜 12:00 - 12:55 （2004年10月3日 - 2008年3月30日）                                                                                              | 製作局 現：朝日放送テレビ                        |
| 石川県         | 北陸朝日放送（HAB）      | テレビ朝日系列 | 土曜 16:00 - 16:54 | 約2か月遅れ                                      |
| 中京広域圏     | 名古屋テレビ (NBN)       | テレビ朝日系列 | 日曜 12:00 - 12:55 （2008年3月30日まで） | 同時ネット                                       |
| 山口県         | 山口朝日放送 (yab)       | テレビ朝日系列 | 火曜 16:00 - 16:54 （2006年4月 - 2006年9月） 土曜 12:00 - 12:55 （2007年4月 - 2008年3月29日） 土曜 12:00 - 13:00 （2008年4月5日 - 2008年4月12日） |                                                  |
| 香川県・岡山県 | 瀬戸内海放送 (KSB)       | テレビ朝日系列 | 日曜 12:00 - 12:55 （2008年3月30日まで） | 同時ネット                                       |
| 愛媛県         | 愛媛朝日テレビ (eat)     | テレビ朝日系列 | 日曜 12:00 - 12:55 （2007年3月25日まで） |                                                  |
| 福岡県         | 九州朝日放送 (KBC)       | テレビ朝日系列 | 火曜 25:45 - 26:40 （2008年1月8日 - 2009年3月10日）                                                                                               | 1年遅れ                                          |
| 長崎県         | 長崎文化放送 (NCC)       | テレビ朝日系列 | 木曜 25:15 - 26:10 （2008年3月27日まで） 木曜 25:20 - 26:15 （2008年4月3日 - 2008年4月24日）                                                      |                                                  |
| 熊本県         | 熊本朝日放送 (KAB)       | テレビ朝日系列 | 土曜 12:00 - 12:54 （2008年6月28日まで） | 約3か月遅れ                                      |
| 大分県         | 大分朝日放送 (OAB)       | テレビ朝日系列 | 土曜 16:00 - 16:55 （2008年4月12日まで） | [ 注 3 ]                                         |
| 鹿児島県       | 鹿児島放送 (KKB)         | テレビ朝日系列 | 土曜 09:45 - 10:45 （2009年12月26日まで） |                                                  |
| 沖縄県         | 琉球朝日放送 (QAB)       | テレビ朝日系列 | 不定期放送 |                                                  |
| 富山県         | チューリップテレビ (TUT) | TBS系列        | 木曜 09:55 - 10:50 （2007年4月頃 - 2007年9月27日） 月曜 24:50 - 25:45 （2007年10月22日 - 2007年12月17日）                                         |                                                  |
| 群馬県         | 群馬テレビ (GTV)         | 独立UHF局      | 金曜 20:00 - 20:55 （2005年11月11日まで） 土曜 20:00 - 20:55 （2006年5月 - 2006年9月） 月曜 20:00 - 20:55 （2006年10月 - 2008年2月25日）          | [ 注 5 ]                                         |
| 日本全域       | スカイ・A sports+        | CS放送         | 月曜 24:50 - 25:45 | 『ABCアワー』で放送 火曜・金曜午後にリピート放送 |

1. ↑  夏の高校野球準々決勝および準決勝の開催日には製作局の朝日放送が野球中継を行うため、本番組の再放送もしくは別番組への差し替えで対応していた。
2. ↑  レギュラー放送の開始日。これ以前にも同局で単発放送されていたことがある。
3. ↑  15:00 - 16:54に拡大して2話連続で放送する場合あり。
4. ↑  “チューリップテレビ＞番組情報”.   チューリップテレビ. 2007年4月29日時点のオリジナルよりアーカイブ。2014年7月24日閲覧。
5. ↑  伊勢崎オートナイター中継がある日には放送休止。
6. ↑  放送回によっては、再放送の回数やリピート放送の日時が異なる場合あり。